# Пальмовые белки
Пальмовые белки (лат. Funambulus, дословно — «канатоходец») — род грызунов из семейства беличьих. Встречаются в юго-восточной и южной Азии.
В род включают следующие виды:
- Подрод Funambulus
  - Белка Лэйарда (Funambulus layardi)
  - Пальмовая белка, или Индийская пальмовая белка (Funambulus palmarum)
  - Темнополосая белка (Funambulus sublineatus)[5]
  - Funambulus obscurus
  - Трёхполосая белка (Funambulus tristriatus)
- Подрод Prasadsciurus
  - Северная пальмовая белка (Funambulus pennantii)